# Планування операції
Планування операції (бою) — у військовій справі — детальна розробка змісту та послідовності виконання військами (силами) бойових завдань, питань розподілу їх зусиль за напрямками дій, взаємодії, всебічного забезпечення та управління; складова частина підготовки операції (бою). Здійснюється на основі рішення командувача (командира) на операцію (бій), вказівок вищого штабу, всебічної оцінки обстановки, а також передбачення можливого розвитку подій і точних оперативно-тактичних розрахунків.
Для забезпечення ефективності планування у країнах НАТО використовуються стандартизовані процедури планування.

## Зміст
Плануванням операції керує командувач (командир). Основну роботу з планування виконує штаб. Він також погоджує і направляє роботу родів військ, спеціальних військ, служб і штабів, здійснює контроль за якістю і своєчасністю виконання завдань відповідно до затвердженого графіку.
Планування операції зазвичай починається після визначення командувачем (командиром) замислу операції (бою). З метою збереження скритності в процесі планування військової операції бере участь вузьке коло осіб. Порядок планування операції в принципі є загальним для всіх видів збройних сил. У багатьох арміях прийнято планування операції здійснювати по задачах на всю глибину і тривалість операції (бою). Планування наступальних операцій фронтів (армій) в роки Другої світової війни проводилося, як правило, по етапах операції і лише в окремих випадках — по днях.
Повнота розробки заходів встановлюється з урахуванням їх важливості, наявності часу та інших умов обстановки. У наступі найбільш докладно планується виконання військами (силами) найближчого завдання. Наступні (подальші) бойові дії розробляються за основними частковим (проміжним) задачам. Наприклад, у сухопутних військах — форсування водних перешкод, розгром резервів противника, введення в бій (бій) других ешелонів і резервів, відбиття контрударів (контратак) противника, оточення і розгром його угруповань та інше.
З метою найбільш ефективного застосування усіх сил і засобів, що беруть участь в операції (бою), особливо ретельно узгоджуються дії з'єднань (частин) з ударами ракетних військ, авіації, розподіляються об'єкти і цілі між вогневими засобами, визначаються тривалість і порядок вогневої підготовки, вогневої підтримки (артилерійської й повітряної контрпідготовки).
Залежно від умов обстановки і прийнятого порядку підготовки операції (бою) планування може здійснюватися послідовним або паралельним методом. При послідовному методі нижчестоящі інстанції приступають до планування в міру завершення цієї роботи у вищестоящому штабі. Паралельний метод планування передбачає майже одночасне проведення роботи у кількох інстанціях, наприклад, від фронту до дивізії. Кожна інстанція включається в планування операції зазвичай з отриманням попереднього розпорядження. Такий метод дозволяє провести планування бойових дій в найкоротші терміни, а війська (сили) мають більше часу для безпосередньої підготовки до виконання поставлених завдань.
Результати роботи органів управління по плануванню операції знаходять відображення в плані операції, а також в різнорідних розрахункових і довідкових документах (таблицях, схемах, графіках тощо), застосовується мережевий графік, що дозволяє встановити послідовність робочих процесів. Скорочення часу на планування і підвищення його якості досягається також широким застосуванням обчислювальної техніки і засобів механізації управління військами.

## Рівні воєнного планування
Рівень воєнного планування, глибина військового планування/задуму ― військовий термін, що відображає глибину та ступінь значимості військових цілей, задач та операцій. За рівнями військові операції поділяються на: велику стратегію, стратегію, оперативні та тактичні операції. В ході ведення стратегічних чи оперативних дій можуть виникати завдання оперативно-стратегічного та оперативно-тактичного рівнів відповідно.
- Стратегічний рівень — це рівень воєнних дій в ході яких вирішуються стратегічні бойові завдання. На оперативно-стратегічному рівні вирішується частка стратегічного завдання (оперативно-стратегічного завдання).
- Оперативний рівень — це рівень воєнних дій в ході яких вирішуються оперативні бойові завдання. На оперативно-тактичному рівні вирішується частка оперативного завдання (оперативно-тактичного завдання);
- Тактичний рівень — це рівень воєнних дій в ході яких вирішуються тактичні бойові завдання.